# Pephricaridina
De Pephricaridina zijn een onderorde van uitgestorven kreeftachtigen uit de klasse van de Malacostraca (hogere kreeftachtigen).

## Families
- Ohiocarididae Rolfe, 1962 †
- Pephricarididae Van Straelen, 1933 †